# Merlion

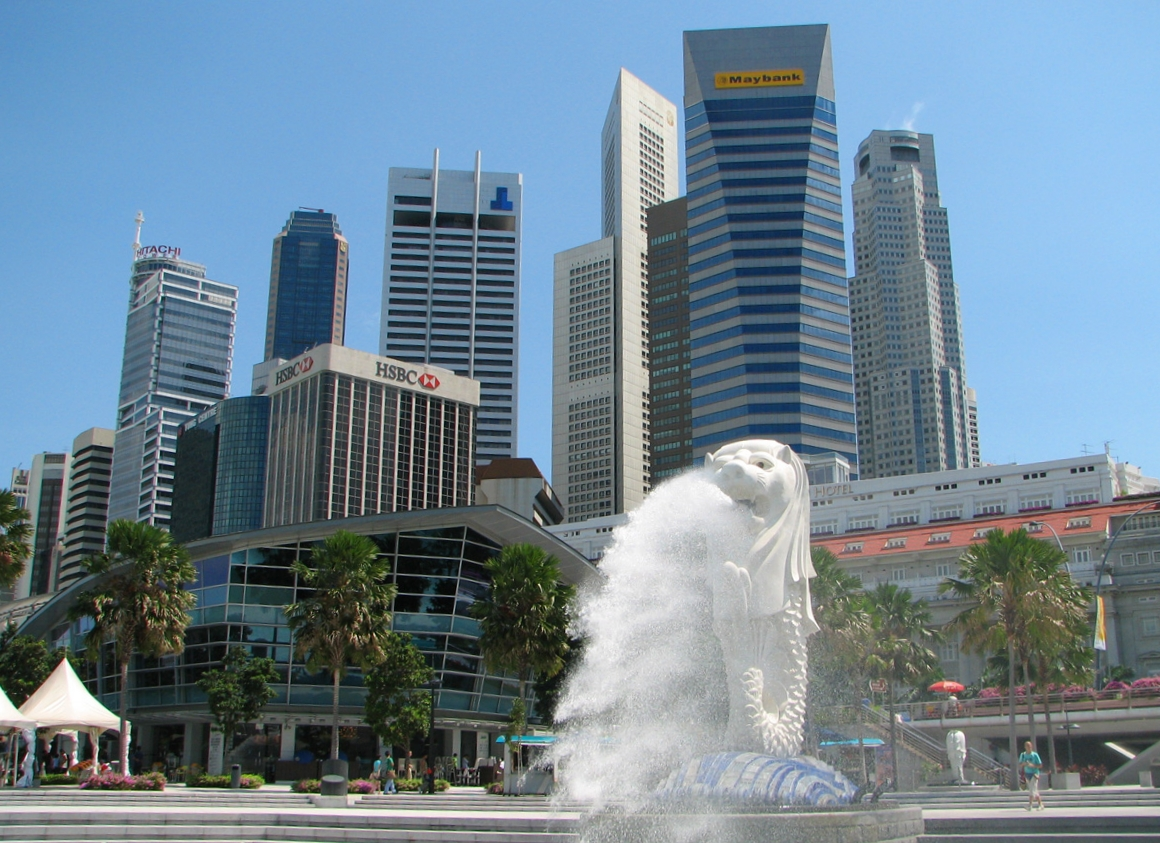
Een standbeeld van een Merlion, met op de achtergrond de skyline van Singapore

De Merlion is een fictief dier met het hoofd van een leeuw en de romp van een vis. De naam komt van de mengeling van de twee Engelse woorden mermaid (zeemeermin) en lion (leeuw), MerLion. Voor de ook wel aangetroffen verklaring dat het hier gaat om een samenvoeging van de twee Franse woorden mer (zee) en lion (leeuw) zijn geen reële aanknopingspunten.

## Gebruik in Singapore
De Merlion is in 1964 ontworpen door Fraser Brunner, voor de Singapore Tourism Board en werd tot 1997 gebruikt als haar logo. Daar stopt haar leven als symbool niet. Ze verschijnt regelmatig in STB-gekeurde souvenirs.
Hoewel de originele Merlion bij de ingang van de Singapore River staat, is er een grotere replica op het toeristeneiland Sentosa te vinden.
Volgens de publiciteitscampagne van de Singapore Tourism Board, komt het schepsel uit het legendarische verhaal van Sang Nila Utama, die de leeuw op een eiland zag jagen toen hij op weg was naar Malakka. Het eiland werd uiteindelijk de zeehaven van Temasek, de voorloper van Singapore.